# تازه‌کند یافت (هوراند)
تازه‌کند یافت یکی از روستاهای استان آذربایجان شرقی است. که در دهستان دودانگه شهرستان هوراند واقع شده‌است. این روستا ۲۶ نفر جمعیت دارد.

## جمعیت
این روستا در دهستان دودانگه قرار دارد و براساس سرشماری مرکز آمار ایران در سال ۱۳۸۵، جمعیت آن ۲۶ نفر (۸خانوار) بوده‌است.